# Tom Vandenberghe
Tom André Vandenberghe (Izegem, 17 agosto 1992) è un calciatore belga, portiere del Gent.

## Carriera
Il 2 dicembre 2023 ha segnato il gol del definitivo 1-1 nella partita di Pro League giocata contro l'Eupen, entrando così nel novero dei portieri goleador.

## Statistiche

### Presenze e reti nei club
Statistiche aggiornate al 3 febbraio 2024.
| Stagione        | Squadra         | Campionato      | Campionato | Campionato | Coppe nazionali | Coppe nazionali | Coppe nazionali | Coppe continentali | Coppe continentali | Coppe continentali | Altre coppe | Altre coppe | Altre coppe | Totale | Totale  |
| Stagione        | Squadra         | Comp            | Pres       | Reti       | Comp            | Pres            | Reti            | Comp               | Pres               | Reti               | Comp        | Pres        | Reti        | Pres   | Reti    |
| --------------- | --------------- | --------------- | ---------- | ---------- | --------------- | --------------- | --------------- | ------------------ | ------------------ | ------------------ | ----------- | ----------- | ----------- | ------ | ------- |
| 2015-2016       | Deinze          | D2              | 17         | -34        | CB              | 0               | 0               | -                  | -                  | -                  | -           | -           | -           | 17     | -34     |
| 2016-2017       | Deinze          | N1              | 30         | -34        | CB              | 1               | -3              | -                  | -                  | -                  | -           | -           | -           | 31     | -37     |
| 2017-2018       | Deinze          | N1              | 34         | -39        | CB              | 0               | 0               | -                  | -                  | -                  | -           | -           | -           | 34     | -39     |
| 2018-2019       | Deinze          | N1              | 34         | -42        | CB              | 3               | -3              | -                  | -                  | -                  | -           | -           | -           | 37     | -45     |
| 2019-2020       | Deinze          | N1              | 24         | -16        | CB              | 0               | 0               | -                  | -                  | -                  | -           | -           | -           | 10     | -21     |
| 2020-2021       | Deinze          | D2              | 10         | -16        | CB              | 1               | -3              | -                  | -                  | -                  | -           | -           | -           | 23     | -35     |
| 2021-2022       | Deinze          | D2              | 22         | -26        | CB              | 1               | -3              | -                  | -                  | -                  | -           | -           | -           | 32     | -36     |
| Totale Deinze   | Totale Deinze   | Totale Deinze   | 171        | -207       |                 | 6               | -12             |                    | -                  | -                  |             | -           | -           | 177    | -219    |
| 2022-2023       | Kortrijk        | D1              | 17         | -28        | CB              | 3               | -3              | -                  | -                  | -                  | -           | -           | -           | 20     | -31     |
| 2023-2024       | Kortrijk        | D1              | 20         | 1; -44     | CB              | 2               | -2              | -                  | -                  | -                  | -           | -           | -           | 22     | 1; -46  |
| Totale Kortrijk | Totale Kortrijk | Totale Kortrijk | 37         | 1; -72     |                 | 5               | -5              |                    | -                  | -                  |             | -           | -           | 42     | 1; -77  |
| Totale carriera | Totale carriera | Totale carriera | 208        | 1; -279    |                 | 11              | -17             |                    | -                  | -                  |             | -           | -           | 219    | 1; -296 |

## Palmarès

### Club

#### Competizioni nazionali
- Nationale 1: 1

Deinze: 2019-2020